# Eccoptosage cincticornis
Eccoptosage cincticornis là một loài tò vò trong họ Ichneumonidae.